# Rhipidia (Rhipidia) sycophanta
Rhipidia (Rhipidia) sycophanta is een tweevleugelige uit de familie steltmuggen (Limoniidae). De soort komt voor in het Neotropisch gebied.